# Scolecocalanus stocki
Scolecocalanus stocki is een eenoogkreeftjessoort uit de familie van de Scolecitrichidae. De wetenschappelijke naam van de soort is voor het eerst geldig gepubliceerd in 1990 door Vervoort.